# Teekaram Rajcoomar
Teekaram Rajcoomar (ur. 13 marca 1964) – maurytyjski bokser, olimpijczyk.
Wystąpił na Letnich Igrzyskach Olimpijskich 1988 w wadze koguciej do 54 kg. W 1/32 finału miał wolny los, natomiast w 1/16 finału zmierzył się z Wenezuelczykiem Abrahamem Torresem, z którym przegrał jednogłośnie na punkty 0–5 (w małych punktach 273–300). 